# SK Admira Viena
SK Admira Viena a fost un club sportiv din Viena, destinat în principal fotbalului. Clubul a rezultat în urma fuziunii dintre Burschenschaft Einigkeit și Sportklub Vindobona (fondat în 1897) în anul 1905. Aceasta a durat până în anul 1971 când a fuzionat cu Sportclub Wacker Viena, devenind SK Admira Wacker Viena.
SK Admira Viena a fost una dintre cele mai de succes echipe ale fotbalului austriac interbelic fiind prezentă în prima ligă pe care a cucerit-o de 8 ori. Desigur clubul s-a remarcat și la nivel european fiind prezentă încă de la prima ediție a Cupei Mitropa.

## Palmares
- Campionatul Austriei: 8 titluri
- Cupa Austriei : 5 titluri
- Vice-Campioană Cupa Mitropa 1934